# Fédération syndicale

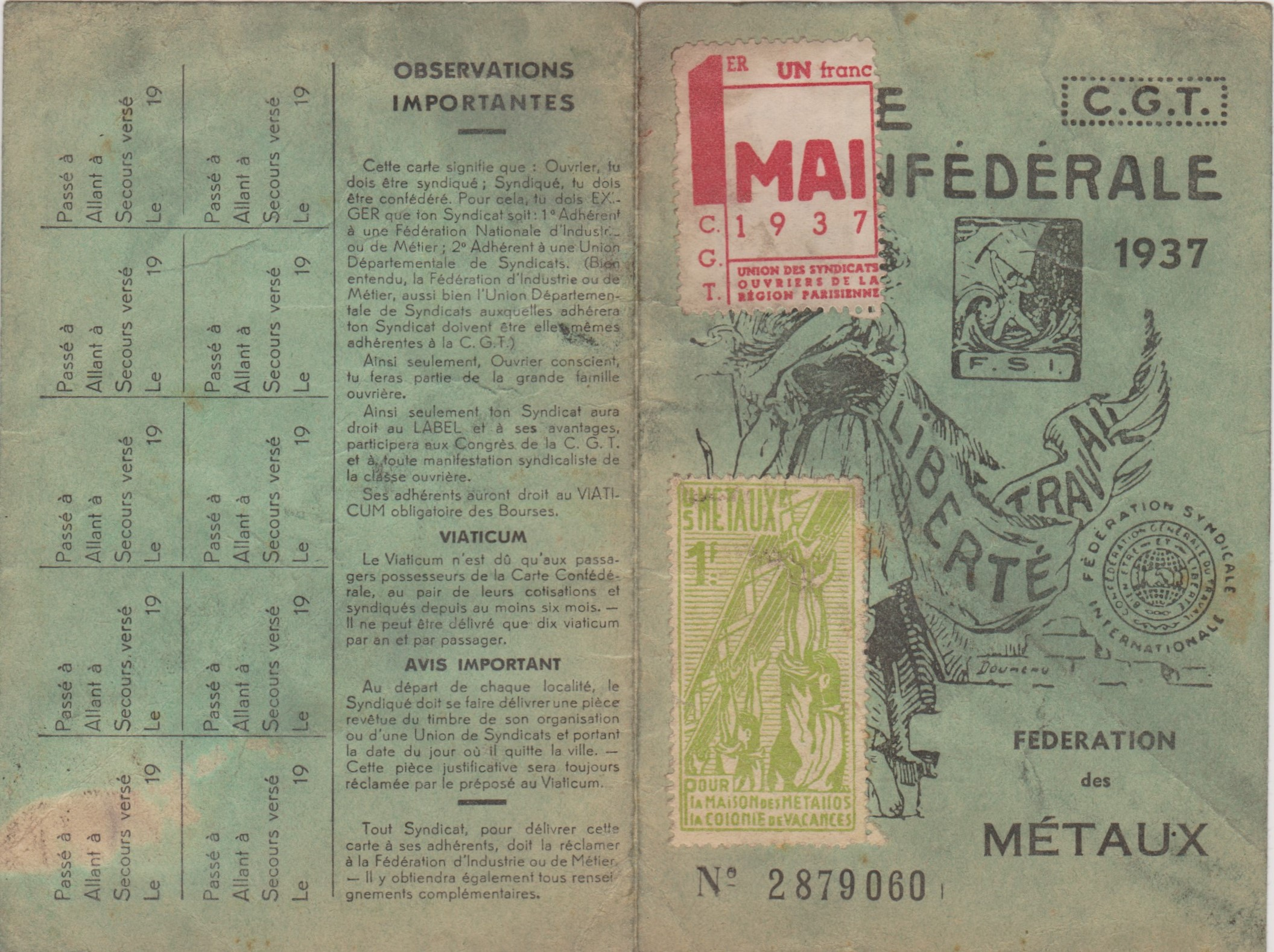
Carte de la fédération des métaux de la CGT en 1937.

Dans le vocabulaire syndical, une fédération désigne un regroupement de syndicats d'un même secteur d'activité.
On parlera par exemple d'une fédération de l'éducation, de l'énergie, des cheminots, etc.
Une fédération peut regrouper des syndicats selon deux logiques :
- une logique de métiers : il existe un syndicat national par métier particulier et la fédération regroupe tous les syndicats d'un secteur (exemple : un syndicat d'enseignant, un syndicat de personnels administratifs et un syndicat de personnels de direction dans une fédération de l'éducation)[1].
- une logique territoriale : il existe un syndicat par région et la fédération regroupe ces syndicats au niveau national.

Les fédérations de secteurs différents peuvent se regrouper dans des confédérations ou des unions syndicales mais il existe également des fédérations autonomes.
Au sein des confédérations et des unions syndicales, les syndiqués des différentes fédérations sont également regroupés sur des bases territoriales dans les unions départementales.

## International
Au niveau international, une dizaine de fédérations syndicales internationales regroupent des syndicats de métiers similaires dans plusieurs pays.